# 5-ös busz (Szombathely)
A szombathelyi 5-ös jelzésű autóbusz a Minerva lakópark - Vasútállomás - Oladi városrész - Derkovits városrész - Vasútállomás - Minerva lakópark útvonalon közlekedik. A vonalat a Blaguss Agora üzemelteti. A buszokra csak az első ajtón lehet felszállni.

## Története
2021. december 31-ig a Vasútállomás és Olad, autóbusz-forduló megállóhelyek között közlekedett, majd összevonásra került a 30Y járattal. 
2022. augusztus 1-től újraindult a Minerva lakópark - Vasútállomás - Oladi városrész - Derkovits városrész - Vasútállomás - Minerva lakópark útvonalon.

## Közlekedése
Tanítási munkanapokon közlekedik, csúcsidőben 30 percenként, a 30Y járatot sűrítve. A buszok az Órásház után 9-es jelzéssel közlekednek tovább, a Joskar-Ola városrész érintésével a Vasútállomásra. A 9-es járatok tanítási munkanapokon, csúcsidőben, az Órásháztól 5-ös jelzéssel közlekednek tovább, a Vasútállomás érintésével a Minerva lakóparkig.

## Útvonala
| Perint híd felé | Minerva lakópark felé |
| --- | --- |
| Minerva lakópark - Demeter utca - Szervizút - 11-es Huszár út - Bocskai István körút - Semmelweis Ignác utca - Vasút utca - Vasútállomás - Szelestey László utca - Petőfi Sándor utca - Rohonci út - Perint híd | Perint híd - Rohonci út - Dolgozók útja - Kassák Lajos utca - Faludi Ferenc utca - Kodály Zoltán utca - Váci Mihály utca - Paragvári utca - Szűrcsapó utca - Rohonci út - Petőfi Sándor utca - Király utca - Széll Kálmán utca - Vasútállomás - Vasút utca - Semmelweis Ignác utca - Bocskai István körút - 11-es Huszár út - Minerva utca - Demeter utca - Minerva lakópark |

## Megállói
Az átszállási lehetőségek között a 9-es és 30Y buszok nincsenek feltüntetve.
| 0  | Minerva lakópark                     | 33 | 6, 24                                                                                   | METRO Áruház, LIDL, ALDI |
| 1  | METRO                                | ∫  | 6, 24                                                                                   | METRO Áruház, LIDL, ALDI |
| 2  | Stromfeld lakótelep                  | 30 | 24                                                                                      | |
| 3  | Magyar Tenger vendéglő               | ∫  | 24                                                                                      | |
| 4  | 11-es Huszár út 141.                 | 29 | 24                                                                                      | Tüdőkórház, Elmegyógyintézet |
| 5  | 11-es Huszár út 69.                  | 28 |                                                                                         | Aréna Savaria, Huszár Laktanya, Apáczai Waldorf Általános Iskola |
| 7  | Neumann János Általános Iskola       | 27 | 2A, 2C, 20A, 20C, 29A, 29C                                                              | Neumann János Általános Iskola, Donászy Magda Óvoda |
| 8  | Semmelweis Ignác utca                | 26 | 2A, 2C, 6, 20A, 20C, 29A, 29C                                                           | MÁV-rendelő |
| 11 | Vasútállomás                         | 25 | 1U, 2A, 2C, 3H, 4H, 6, 6H, 7, 10H, 12, 20A, 20C, 21, 21A, 22, 23, 25, 27, 27A, 29A, 29C | Szombathely Helyi autóbusz-állomás, Éhen Gyula tér |
| 13 | Szelestey László utca 27.            | ∫  | 1U, 12, 21, 22, 23, 25                                                                  | |
| ∫  | 56-osok tere (Széll Kálmán utca)     | 21 | 1U, 2A, 3H, 6, 6H, 10H, 12, 20A, 21, 22, 23, 25, 27, 27A, 29A                           | 56-osok tere, Vámhivatal, Földhivatal, Államkincstár, Gyermekotthon |
| 14 | Szelestey László utca 15.            | ∫  | 1U, 12, 21, 22, 23, 25                                                                  | SZTK, Március 15. tér, Agora Művelődési és Sportház |
| ∫  | Savaria Nagyszálló                   | 20 | 1U, 12, 21, 22, 23, 25                                                                  | MÁV Zrt. Területi Igazgatóság, Savaria Nagyszálló, Mártírok tere, Savaria Mozi, Savaria Múzeum |
| 15 | Berzsenyi Könyvtár                   | 18 | 1U, 12, 21, 22, 23, 25                                                                  | Berzsenyi Dániel Könyvtár, Petőfi Üzletház, A 14 emeletes épület, Domonkos rendház, Nemzeti Adó- és Vámhivatal, Tüdőszűrő, Paragvári utcai Általános Iskola                                                                                                  |
| 17 | Autóbusz-állomás (Petőfi utca)       | 16 | 1U, 4H, 5H, 7H, 10H, 23, 27, 27A                                                        | Autóbusz-állomás, Ady Endre tér, Rendőrség, Tűzoltóság, Megyei Művelődési és Ifjúsági Központ, Puskás Tivadar Szakképző Iskola, Régi börtön, Járdányi Paulovics István Romkert, Weöres Sándor Színház, Gépipari és Informatikai Szakközépiskola, Kollégiumok |
| 18 | Haladás Pálya                        | 14 | 4H, 5H, 10H                                                                             | Haladás Sportkomplexum |
| 20 | Órásház                              | 12 | 2A, 2C, 4H, 5H, 10H, 20A, 20C, 22, 29A, 29C                                             | Órásház, Derkovits Bevásárlóközpont, Bolyai János Gyakorló Általános Iskola és Gimnázium |
| ∫  | Derkovits bevásárlóközpont           | 10 | 4H, 5H, 10H, 20A, 20C, 24, 29A, 29C                                                     | Órásház, Derkovits Bevásárlóközpont, Bolyai János Gyakorló Általános Iskola és Gimnázium |
| ∫  | Derkovits Gyula Általános Iskola     | 9  | 4H, 5H, 10H, 20A, 20C, 24, 29A, 29C                                                     | Derkovits Gyula Általános Iskola |
| ∫  | Művészeti Gimnázium (Szűrcsapó utca) | 8  | 2A, 2C, 4H, 5H, 10H, 12, 20A, 20C, 21, 22, 24, 25, 29A, 29C                             | Művészeti Gimnázium |
| ∫  | Váci Mihály Általános Iskola         | 7  | 2A, 2C, 4H, 5H, 10H, 22, 25                                                             | Váci Mihály Általános Iskola, Fiatal Házasok Otthona, Mocorgó Óvoda |
| ∫  | Szolgáltatóház (Váci Mihály utca)    | 6  | 2A, 2C, 4H, 5H, 10H, 22, 25                                                             | |
| ∫  | Oladi iskolák                        | 5  | 4H, 5H, 10H, 24, 25                                                                     | Oladi Művelődési és Oktatási Központ, Simon István utcai Általános Iskola, Teleki Blanka Szakközép és Szakiskola |
| ∫  | Nagy László utca                     | 4  | 4H, 5H, 10H, 24, 25                                                                     | Batthyány-Strattmann László és Fatimai Szűz Mária templom |
| ∫  | TESCO szupermarket                   | 3  | 4H, 5H, 10H, 24                                                                         | TESCO Szupermarket, Penny Market |
| ∫  | Árkádia bevásárlóközpont             | 1  |                                                                                         | Árkádia Bevásárlóközpont, Sportliget |
| 21 | Perint híd                           | 0  | 2A, 2C, 22, 24                                                                          | Sportliget |

1. ↑  A buszok az Órásház után 9-es jelzéssel közlekednek tovább, a Joskar-Ola városrész érintésével a Vasútállomásra. A 9-es járatok tanítási munkanapokon, csúcsidőben, az Órásháztól 5-ös jelzéssel közlekednek tovább, a Vasútállomás érintésével a Minerva lakóparkig.